# تومس پولسن
تومس پولسن (دانمارکی: Thomas Poulsen؛ زادهٔ ۱۶ فوریهٔ ۱۹۷۰) قایقران روئینگ اهل دانمارک بود.